# Como 1907 2024-2025
Questa voce raccoglie le informazioni riguardanti il Como 1907 nelle competizioni ufficiali della stagione 2024-2025.

## Stagione
Tornata in massima serie dopo 21 anni, la società lariana promuove Cesc Fàbregas da vice a principale allenatore e nel mercato estivo effettua numerosi acquisti, come Andrea Belotti Nicolás Paz e gli esperti Pepe Reina, Sergi Roberto e Raphaël Varane (che per problemi fisici si ritirerà dopo una sola presenza in Coppa Italia, entrando poi nel consiglio d'amministrazione della squadra).
A causa dei lavori di ristrutturazione del Sinigaglia, le prime tre giornate si giocarono in trasferta. La prima vittoria stagionale del Como avviene in casa dell'Atalanta alla quinta giornata. Nonostante alcuni problemi di adattamento tra i giocatori, il Como fa un discreto girone d'andata, che chiude in zona salvezza con 18 punti e al sedicesimo posto, ottenendo, tra le altre cose, un pareggio col Bologna e una vittoria per 2-0 nel recupero con la Roma.
Nel girone di ritorno, dopo tre sconfitte consecutive e una campagna acquisti con innesti di esperienza internazionale come Maxence Caqueret e Dele Alli ma anche trascinati dai giovani Nico Paz e dal neo-acquisto Assane Diao (autore di 8 gol in 15 partite), inizia un periodo di forma positivo segnato da due vittorie contro Fiorentina (0-2) e Napoli (2-1), e tre vittorie consecutive ad aprile contro il Monza (1-3), il Torino (1-0) e il Lecce (0-3) permettono ai lagunari di staccare con scioltezza le inseguitrici, portandosi stabilmente al tredicesimo posto e a +14 sul terzultimo posto a cinque partite dalla fine. Dopo aver ottenuto la sua quarta vittoria consecutiva battendo il Genoa per 1-0, il Como raggiunge una salvezza tranquilla con quattro giornate d'anticipo. Il periodo positivo continua anche nei successivi due incontri con altre due vittorie contro Parma (0-1) e Cagliari (3-1), i lombardi arrivano così a sei vittorie consecutive, che la rendono la seconda neopromossa nella storia della Serie A capace di vincere più di cinque gare di fila, dopo la Lazio della stagione 1972/1973 che ne vinse 8, dopo il pareggio col Verona i comaschi chiudono il loro campionato con una sconfitta contro l'Inter, classificandosi decimi in Serie A con 49 punti totali conquistati, terzo miglior risultato di sempre per una neopromossa nella massima serie italiana.

## Divise e sponsor

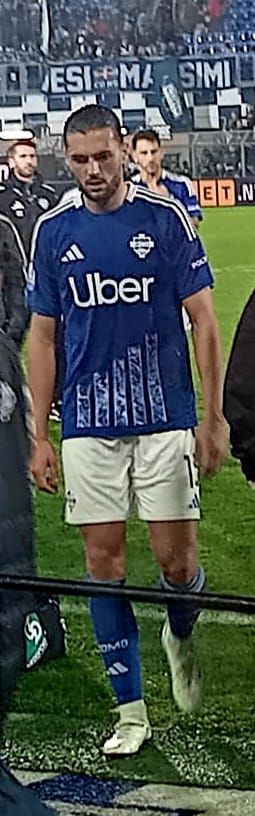
Alberto Dossena con la divisa casalinga della stagione 2024-2025

Lo sponsor tecnico per la stagione 2024-2025 è Adidas. Il main sponsor è Uber, lo sleeve sponsor è Polytron mentre il back sponsor è Neuberger Berman.
| Casa | Trasferta | Terza divisa |

## Organigramma societario
Area direttiva
- Presidente: Robert Budi Hartono
- Copresidente: Michael Bambang Hartono
- Rappresentante ufficiale del gruppo proprietario: Mirwan Suwarso
- Amministratore delegato (CEO): Francesco Terrazzani
- Direttore generale e sportivo: Carlalberto Ludi
- Consiglio amministrativo (investitore/mecenate): Thierry Daniel Henry

Area organizzativa
- Segretario Generale: Emanuela Lubian
- Responsabile amministrazione, finanza e controllo: Fabio Lori
- Responsabile Legale: Michela Ugge
- Segretario settore giovanile: Filippo Jaccarino
- Membro del consiglio di amministrazione: Raphael Varane

Area comunicazione
- Responsabile Comunicazione: Alessandro Camagni
- Responsabile Comunicazione e Ufficio Stampa: Alexandra Bell
- Responsabile del Supporto ai Tifosi: Cosimo De Luca

Area marketing
- Capo Marketing: Heidi Dettmer
- Direttore Commerciale e Marketing: Veronica Oldani
- Direttore Como TV: Goffredo D’Onofrio
- Responsabile Marketing: Giulia Erickson
- Responsabile Vendite e Entrate: Ryan Shelton

Area tecnica
- Direttore sportivo: Carlalberto Ludi
- Collaboratore Area Tecnica: Davide Facchin
- Responsabile Area Scouting: Christian Bruccoleri
- Head of Development: Osian Roberts
- Head of Recrutiment: Ian Torrance
- Team Manager: Giuseppe Calandra
- Allenatore: Francesc Fàbregas Soler
- Allenatore in seconda: Daniel Guindos Lopez
- Preparatori atletici: Andrea Castellani e Andrea Bernasconi
- Preparatore dei portieri: Enrico Malatesta
- Video Analyst: Chris Galley

Area sanitaria
- Medico sociale: Alberto Giughello
- Fisioterapista/Massaggiatore: Simone Gallo
- Fisioterapista: José Ángel Calvarro Ordás
- Massofisioterapista e osteopata: Alessandro Pozzoli

## Rosa
Rosa aggiornata al 2 febbraio 2025.
| N. |                           | Ruolo | Calciatore                          |
| -- | ------------------------- | ----- | ----------------------------------- |
| 1  | Indonesia (bandiera)      | P     | Emil Audero Mulyadi                 |
| 12 | Italia (bandiera)         | P     | Pierre Bolchini                     |
| 22 | Italia (bandiera)         | P     | Mauro Vigorito                      |
| 25 | Spagna (bandiera)         | P     | José Manuel Reina Páez              |
| 30 | Francia (bandiera)        | P     | Jean Jules Michel Butez             |
| 2  | Germania (bandiera)       | D     | Marc-Oliver Kempf                   |
| 3  | Italia (bandiera)         | D     | Marco Sala                          |
| 5  | Italia (bandiera)         | D     | Edoardo Goldaniga                   |
| 6  | Italia (bandiera)         | D     | Alessio Iovine (vice capitano)      |
| 13 | Italia (bandiera)         | D     | Alberto Dossena                     |
| 15 | Italia (bandiera)         | D     | Fellipe Jack Ozilio Moreira Pacheco |
| 18 | Spagna (bandiera)         | D     | Alberto Moreno Pérez                |
| 19 | Francia (bandiera)        | D     | Raphaël Xavier Varane               |
| 28 | Croazia (bandiera)        | D     | Ivan Smolčić                        |
| 31 | Kosovo (bandiera)         | D     | Mërgim Vojvoda                      |
| 40 | Slovacchia (bandiera)     | D     | Peter Kováčik                       |
| 41 | Spagna (bandiera)         | D     | Álex Valle Gómez                    |
| 57 | Italia (bandiera)         | D     | William Feola                       |
| 61 | Italia (bandiera)         | D     | Alessio Chiesa                      |
| 77 | Belgio (bandiera)         | D     | Ignace Fabienne Van der Brempt      |
| 84 | Italia (bandiera)         | D     | Tommaso Cassandro                   |
| 93 | Italia (bandiera)         | D     | Federico Barba                      |
| 94 | Croazia (bandiera)        | D     | Sven Lesjak                         |
| 4  | Costa d'Avorio (bandiera) | C     | Benjamin Lhassine Kone              |
| 7  | Brasile (bandiera)        | C     | Gabriel Tadeu Strefezza Rebelato    |
| 8  | Italia (bandiera)         | C     | Daniele Baselli                     |
| 8  | Inghilterra (bandiera)    | C     | Bamidele Jermaine Alli              |

| N. |                         | Ruolo | Calciatore                        |
| -- | ----------------------- | ----- | --------------------------------- |
| 16 | Gambia (bandiera)       | C     | Alieu Fadera                      |
| 19 | RD del Congo (bandiera) | C     | Nanitamo Jonathan Ikoné           |
| 20 | Spagna (bandiera)       | C     | Sergi Roberto Carnicer            |
| 21 | Irlanda (bandiera)      | C     | Liam Thomas Kerrigan              |
| 23 | Argentina (bandiera)    | C     | Máximo Perrone Rodríguez          |
| 26 | Germania (bandiera)     | C     | Yannik Engelhardt                 |
| 27 | Austria (bandiera)      | C     | Matthias Braunöder                |
| 28 | Danimarca (bandiera)    | C     | Oliver Abildgaard Nielsen         |
| 51 | Perù (bandiera)         | C     | Francesco Luis Andrealli          |
| 33 | Francia (bandiera)      | C     | Lucas Da Cunha                    |
| 36 | Italia (bandiera)       | C     | Luca Mazzitelli                   |
| 44 | Algeria (bandiera)      | C     | Najemedine Razi                   |
| 58 | Italia (bandiera)       | C     | Giuseppe Andrea Mazzaglia         |
| 79 | Argentina (bandiera)    | C     | Nicolás Paz Martínez              |
| 80 | Francia (bandiera)      | C     | Maxence Caqueret                  |
| 90 | Italia (bandiera)       | C     | Simone Verdi                      |
| 9  | Italia (bandiera)       | A     | Alessandro Gabrielloni (capitano) |
| 10 | Italia (bandiera)       | A     | Patrick Cutrone                   |
| 11 | Italia (bandiera)       | A     | Andrea Belotti                    |
| 11 | Grecia (bandiera)       | A     | Anastasios Douvikas               |
| 14 | Iraq (bandiera)         | A     | Ali Jasim El-Aibi Al-Tameemi      |
| 17 | Italia (bandiera)       | A     | Alberto Cerri                     |
| 23 | Stati Uniti (bandiera)  | A     | Nicholas Selson Gioacchini        |
| 38 | Senegal (bandiera)      | A     | Assane Diao Diaoune               |
| 90 | Spagna (bandiera)       | A     | Iván Azón Monzón                  |
| 60 | Italia (bandiera)       | A     | Federico Chinetti                 |

## Calciomercato

### Sessione estiva(dal 01/07 al 01/09)
| Acquisti         | Acquisti                            | Acquisti           | Acquisti                                                    |
| R.               | Nome                                | da                 | Modalità                                                    |
| ---------------- | ----------------------------------- | ------------------ | ----------------------------------------------------------- |
| P                | José Manuel Reina                   |                    | svincolato                                                  |
| P                | Emil Audero                         | Sampdoria          | definitivo (6 milioni €)                                    |
| D                | Peter Kováčik                       | Podbrezová         | definitivo                                                  |
| D                | Alberto Dossena                     | Cagliari           | definitivo (8 milioni €)                                    |
| D                | Alberto Moreno                      |                    | svincolato                                                  |
| D                | Raphaël Varane                      |                    | svincolato                                                  |
| D                | Marc-Oliver Kempf                   | Hertha Berlino     | definitivo (2,5 milioni €)                                  |
| D                | Ignace Van der Brempt               | Salisburgo         | prestito con obbligo di riscatto condizionato (5 milioni €) |
| C                | Luca Mazzitelli                     | Frosinone          | prestito con obbligo di riscatto condizionato (2 milioni €) |
| C                | Sergi Roberto                       | Barcellona         | gratuito                                                    |
| C                | Máximo Perrone                      | Manchester City    | prestito con opzione rinnovo 1 anno                         |
| C                | Nicolás Paz                         | Real Madrid        | definitivo (6 milioni €)                                    |
| A                | Andrea Belotti                      | Roma               | definitivo (4,5 milioni €)                                  |
| A                | Ali Jasim                           | Al-Kahrabaa        | definitivo (0,45 milioni €)                                 |
| A                | Alieu Fadera                        | Genk               | definitivo (5 milioni €)                                    |
| Altre operazioni |                                     |                    |                                                             |
| R.               | Nome                                | da                 | Modalità                                                    |
| P                | Simone Ghidotti                     | Avellino           | fine prestito                                               |
| D                | Marco Curto                         | Südtirol           | ?                                                           |
| D                | Dinay Johannes Adrianus Bierstekers | Vitesse            |                                                             |
| D                | William Feola                       | Roma               | prestito                                                    |
| C                | Marco Andrea Tremolada              | Renate             | fine prestito                                               |
| C                | Matthias Braunöder                  | Austria Vienna     | definitivo (1,5 milioni €)                                  |
| C                | Liam Kerrigan                       | Novara             | fine prestito                                               |
| C                | Ben Lhassine Kone                   | Torino             | definitivo (1,5 milioni €)                                  |
| C                | Gabriel Strefezza                   | Lecce              | definitivo (5 milioni €)                                    |
| A                | Alberto Cerri                       | Empoli             | fine prestito                                               |
| A                | Marlon Mustapha                     | Fortuna Düsseldorf | fine prestito                                               |
| A                | Manuel Giuseppe Pisano              | Bayern Monaco      |                                                             |

| Cessioni         | Cessioni               | Cessioni       | Cessioni                   |
| R.               | Nome                   | a              | Modalità                   |
| ---------------- | ---------------------- | -------------- | -------------------------- |
| P                | Adrian Šemper          | Pisa           | definitivo (2,5 milioni €) |
| D                | Matteo Solini          | Mantova        | definitivo                 |
| D                | Marco Curto            | Cesena         | prestito                   |
| D                | Cas Odenthal           | Sassuolo       | definitivo (gratuito)      |
| D                | Nikolas Ioannou        | Sampdoria      | prestito                   |
| D                | Tommaso Cassandro      | Catanzaro      | prestito                   |
| C                | Alessandro Bellemo     | Sampdoria      | prestito                   |
| C                | Samuel Ballet          | Zurigo         | prestito                   |
| C                | Oliver Abildgaard      | Pisa           | prestito                   |
| A                | Jean-Pierre Nsame      | Legia Varsavia | prestito                   |
| A                | Tommaso Fumagalli      | Cosenza        | prestito                   |
| A                | Nicholas Gioacchini    | FC Cincinnati  | prestito                   |
| Altre operazioni |                        |                |                            |
| R.               | Nome                   | a              | Modalità                   |
| P                | Simone Ghidotti        | Sampdoria      | prestito                   |
| D                | Luca Vignali           | Spezia         | ?                          |
| C                | Tommaso Arrigoni       | Südtirol       | ?                          |
| C                | Marco Andrea Tremolada | Lumezzane      | prestito                   |
| C                | Fabio Rispoli          | Virtus Verona  | prestito                   |
| C                | Liam Kerrigan          | KSK Beveren    | prestito                   |
| A                | Marlon Mustapha        | Greuther Fürth | prestito                   |

### Sessione invernale(dal 3/1 al 3/2)
| Acquisti         | Acquisti          | Acquisti        | Acquisti                   |
| R.               | Nome              | da              | Modalità                   |
| ---------------- | ----------------- | --------------- | -------------------------- |
| A                | Tasos Douvikas    | Celta Vigo      | definitivo (13 milioni €)  |
| A                | Assane Diao       | Betis           | definitivo (12 milioni €)  |
| D                | Mërgim Vojvoda    | Torino          | definitivo (2,5 milioni €) |
| A                | Jonathan Ikoné    | Fiorentina      | prestito (1 milione €)     |
| D                | Ivan Smolcic      | HNK Rijeka      | definitivo (1,6 milioni €) |
| D                | Álex Valle        | Barcellona      | prestito                   |
| C                | Dele Alli         |                 | svincolato                 |
| P                | Jean Butez        | Anversa         | definitivo (2 milioni €)   |
| C                | Maxence Caqueret  | Olympique Lione | definitivo (15 milioni €)  |
| Altre operazioni |                   |                 |                            |
| R.               | Nome              | da              | Modalità                   |
| A                | Jean-Pierre Nsame | Legia Varsavia  | fine prestito              |

| Cessioni         | Cessioni          | Cessioni    | Cessioni   |
| R.               | Nome              | a           | Modalità   |
| ---------------- | ----------------- | ----------- | ---------- |
| A                | Alberto Cerri     | Salernitana | prestito   |
| D                | Federico Barba    | Sion        | definitivo |
| A                | Andrea Belotti    | Benfica     | prestito   |
| C                | Ben Lhassine Kone | Frosinone   | prestito   |
| A                | Simone Verdi      | Sassuolo    | prestito   |
| C                | Luca Mazzitelli   | Sassuolo    | prestito   |
| D                | Ivan Smolčić      | Rijeka      | prestito   |
| D                | Marco Sala        | Lecce       | prestito   |
| P                | Emil Audero       | Palermo     | prestito   |
| A                | Ali Jasim         | Almere City | prestito   |
| Altre operazioni |                   |             |            |
| R.               | Nome              | da          | Modalità   |
| A                | Jean-Pierre Nsame | San Gallo   | prestito   |

## Risultati

### Serie A

#### Girone di andata
| Arbitro: | Marcenaro (Genova) |

|                                        |           |  |
| Mbangula 23’ Weah 45+1’ Cambiaso 90+1’ | Marcatori |  |

| Arbitro: | Di Bello (Brindisi) |

|             |           |             |
| Piccoli 44’ | Marcatori | 53’ Cutrone |

| Arbitro: | Prontera (Bologna) |

|             |           |  |
| Brenner 43’ | Marcatori |  |

| Arbitro: | Piccinini (Forlì) |

|                              |           |                               |
| Casale 5’ (aut.) Cutrone 53’ | Marcatori | 76’ Castro 90+1’ Iling-Junior |

| Arbitro: | Tremolada (Monza) |

|                                     |           |                                               |
| Zappacosta 18’ Lookman 90+9’ (rig.) | Marcatori | 46’ Strefezza 54’ (aut.) Kolašinac 58’ Fadera |

| Arbitro: | Giua (Olbia) |

|                              |           |                                    |
| Cutrone 43’, 72’ Belotti 90’ | Marcatori | 54’ (rig.) Lazović 90+5’ Lambourde |

| Arbitro: | Feliciani (Teramo) |

|                                          |           |               |
| McTominay 1’ Lukaku 53’ (rig.) Neres 86’ | Marcatori | 43’ Strefezza |

| Arbitro: | Fabbri (Ravenna) |

|         |           |           |
| Paz 45’ | Marcatori | 20’ Bonny |

| Arbitro: | Ayroldi (Molfetta) |

|          |           |  |
| Njie 75’ | Marcatori |  |

| Arbitro: | Pairetto (Nichelino) |

|                |           |                                                                 |
| Mazzitelli 53’ | Marcatori | 28’ (rig.), 81’ Castellanos 31’ Pedro 71’ Patric 90+5’ Tchaouna |

| Arbitro: | Di Bello (Brindisi) |

|              |           |  |
| Pellegri 47’ | Marcatori |  |

| Arbitro: | Rapuano (Rimini) |

|                 |           |              |
| Vogliacco 90+2’ | Marcatori | 17’ Da Cunha |

| Arbitro: | Marchetti (Ostia Lido) |

|  |           |                   |
|  | Marcatori | 20’ Adli 68’ Kean |

| Arbitro: | Sacchi (Macerata) |

|                |           |                    |
| Engelhardt 36’ | Marcatori | 54’ (rig.) Caprari |

| Arbitro: | Doveri (Roma 1) |

|                                      |           |                                |
| Nicolussi Caviglia 16’ Oristanio 69’ | Marcatori | 49’ (aut.) Candela 56’ Belotti |

| Arbitro: | Rapuano (Rimini) |

|                             |           |  |
| Gabrielloni 90+3’ Paz 90+7’ | Marcatori |  |

| Arbitro: | Giua (Olbia) |

|                                 |           |  |
| Carlos Augusto 48’ Thuram 90+2’ | Marcatori |  |

| Arbitro: | Piccinini (Forlì) |

|                     |           |  |
| Paz 49’ Cutrone 79’ | Marcatori |  |

| Arbitro: | Manganiello (Pinerolo) |

|          |           |                        |
| Diao 60’ | Marcatori | 71’ Hernández 76’ Leão |

#### Girone di ritorno
| Arbitro: | Tremolada (Monza) |

|         |           |             |
| Dia 34’ | Marcatori | 72’ Cutrone |

| Arbitro: | Cosso (Reggio Calabria) |

|                                                |           |            |
| Diao 5’ Strefezza 44’ Bijol 78’ (aut.) Paz 90’ | Marcatori | 50’ Payero |

| Arbitro: | Pairetto (Nichelino) |

|         |           |                  |
| Paz 30’ | Marcatori | 56’, 70’ Retegui |

| Arbitro: | Massimi (Termini) |

|                              |           |  |
| De Silvestri 25’ Fabbian 66’ | Marcatori |  |

| Arbitro: | Abisso (Palermo) |

|            |           |                            |
| Diao 45+1’ | Marcatori | 34’, 89’ (rig.) Kolo Muani |

| Arbitro: | Piccinini (Forlì) |

|  |           |                  |
|  | Marcatori | 41’ Diao 66’ Paz |

| Arbitro: | Manganiello (Pinerolo) |

|                             |           |               |
| Rrahmani 7’ (aut.) Diao 77’ | Marcatori | 17’ Raspadori |

| Arbitro: | Pairetto (Nichelino) |

|                             |           |              |
| Saelemaekers 61’ Dovbyk 76’ | Marcatori | 44’ Da Cunha |

| Arbitro: | Ayroldi (Molfetta) |

|           |           |                      |
| Ikoné 49’ | Marcatori | 90+5’ (rig.) Gytkjær |

| Arbitro: | Marchetti (Ostia Lido) |

|                           |           |              |
| Pulisic 53’ Reijnders 75’ | Marcatori | 33’ Da Cunha |

| Arbitro: | Mariani (Aprilia) |

|              |           |            |
| Douvikas 61’ | Marcatori | 75’ Kouamé |

| Arbitro: | Collu (Cagliari) |

|         |           |                                |
| Mota 5’ | Marcatori | 16’ Ikoné 39’ Diao 51’ Vojvoda |

| Arbitro: | Marcenaro (Genova) |

|              |           |  |
| Douvikas 38’ | Marcatori |  |

| Arbitro: | Sozza (Seregno) |

|  |           |                               |
|  | Marcatori | 33’, 90+1’ Diao 84’ Goldaniga |

| Arbitro: | Arena (Torre del Greco) |

|               |           |  |
| Strefezza 59’ | Marcatori |  |

| Arbitro: | Di Bello (Brindisi) |

|  |           |               |
|  | Marcatori | 79’ Strefezza |

| Arbitro: | Fourneau (Roma 1) |

|                                          |           |           |
| Caqueret 40’ Strefezza 45+2’ Cutrone 77’ | Marcatori | 22’ Adopo |

| Arbitro: | Abisso (Palermo) |

|             |           |              |
| Lazović 69’ | Marcatori | 29’ Caqueret |

| Arbitro: | Massa (Imperia) |

|  |           |                        |
|  | Marcatori | 20’ De Vrij 51’ Correa |

### Coppa Italia

#### Turni eliminatori
| Arbitro: | Collu (Cagliari) |

|                                          |                      |                                            |
| Iōannou 37’                              | Marcatori            | 44’ Cutrone                                |
| Vieira Benedetti Meulensteen Coda Tutino | Tiri di rigore 4 – 3 | Da Cunha Verdi Braunöder Baselli Strefezza |

## Statistiche
Aggiornate al 23 maggio 2025

### Statistiche di squadra
| Competizione | Punti | In casa | In casa | In casa | In casa | In casa | In casa | In trasferta | In trasferta | In trasferta | In trasferta | In trasferta | In trasferta | In campo neutro | In campo neutro | In campo neutro | In campo neutro | In campo neutro | In campo neutro | Totale | Totale | Totale | Totale | Totale | Totale | DR |
| Competizione | Punti | G       | V       | N       | P       | Gf      | Gs      | G            | V            | N            | P            | Gf           | Gs           | G               | V               | N               | P               | Gf              | Gs              | G      | V      | N      | P      | Gf     | Gs     | DR |
| ------------ | ----- | ------- | ------- | ------- | ------- | ------- | ------- | ------------ | ------------ | ------------ | ------------ | ------------ | ------------ | --------------- | --------------- | --------------- | --------------- | --------------- | --------------- | ------ | ------ | ------ | ------ | ------ | ------ | -- |
| Serie A      | 49    | 19      | 8       | 5       | 6       | 28      | 26      | 19           | 5            | 5            | 9            | 21           | 26           | 0               | 0               | 0               | 0               | 0               | 0               | 38     | 13     | 10     | 15     | 49     | 52     | -3 |
| Coppa Italia | -     | 0       | 0       | 0       | 0       | 0       | 0       | 1            | 0            | 1            | 0            | 1            | 1            | 0               | 0               | 0               | 0               | 0               | 0               | 1      | 0      | 1      | 0      | 1      | 1      | 0  |
| Totale       | -     | 19      | 8       | 5       | 6       | 28      | 26      | 20           | 5            | 6            | 9            | 22           | 27           | 0               | 0               | 0               | 0               | 0               | 0               | 39     | 13     | 11     | 15     | 50     | 53     | -3 |

### Andamento in campionato
| Giornata  | 1  | 2  | 3  | 4  | 5  | 6  | 7  | 8  | 9  | 10 | 11 | 12 | 13 | 14 | 15 | 16 | 17 | 18 | 19 | 20 | 21 | 22 | 23 | 24 | 25 | 26 | 27 | 28 | 29 | 30 | 31 | 32 | 33 | 34 | 35 | 36 | 37 | 38 |
| --------- | -- | -- | -- | -- | -- | -- | -- | -- | -- | -- | -- | -- | -- | -- | -- | -- | -- | -- | -- | -- | -- | -- | -- | -- | -- | -- | -- | -- | -- | -- | -- | -- | -- | -- | -- | -- | -- | -- |
| Luogo     | T  | T  | T  | C  | T  | C  | T  | C  | T  | C  | T  | T  | C  | C  | T  | C  | T  | C  | C  | T  | C  | C  | T  | C  | T  | C  | T  | C  | T  | C  | T  | C  | T  | C  | T  | C  | T  | C  |
| Risultato | P  | N  | P  | N  | V  | V  | P  | N  | P  | P  | P  | N  | P  | N  | N  | V  | P  | V  | P  | N  | V  | P  | P  | P  | V  | V  | P  | N  | P  | N  | V  | V  | V  | V  | V  | V  | N  | P  |
| Posizione | 17 | 19 | 19 | 18 | 15 | 10 | 14 | 14 | 13 | 15 | 15 | 15 | 18 | 18 | 17 | 16 | 16 | 15 | 16 | 15 | 13 | 13 | 15 | 15 | 13 | 13 | 13 | 13 | 13 | 13 | 13 | 13 | 12 | 11 | 10 | 10 | 10 | 10 |

Legenda:

Luogo: C = Casa; T = Trasferta. Risultato: V = Vittoria; N = Pareggio; P = Sconfitta.

### Statistiche dei giocatori
Aggiornata al 23 maggio 2025
| Giocatore         | Serie A  | Serie A | Serie A     | Serie A    | Coppa Italia | Coppa Italia | Coppa Italia | Coppa Italia | Totale   | Totale | Totale      | Totale     |
| Giocatore         | Presenze | Reti    | Ammonizioni | Espulsioni | Presenze     | Reti         | Ammonizioni  | Espulsioni   | Presenze | Reti   | Ammonizioni | Espulsioni |
| ----------------- | -------- | ------- | ----------- | ---------- | ------------ | ------------ | ------------ | ------------ | -------- | ------ | ----------- | ---------- |
| D. Alli           | 1        | 0       | 0           | 1          | 0            | 0            | 0            | 0            | 1        | 0      | 0           | 1          |
| E. Audero         | 8        | -18     | 0           | 0          | 0            | -0           | 0            | 0            | 8        | -18    | 0           | 0          |
| O. Abildgaard     | 1        | 0       | 1           | 0          | 0            | 0            | 0            | 0            | 1        | 0      | 1           | 0          |
| F. Barba          | 7        | 0       | 0           | 0          | 1            | 0            | 0            | 0            | 8        | 0      | 0           | 0          |
| D. Baselli        | 2        | 0       | 0           | 0          | 1            | 0            | 0            | 0            | 3        | 0      | 0           | 0          |
| A. Belotti        | 18       | 2       | 1           | 0          | 1            | 0            | 0            | 0            | 19       | 2      | 1           | 0          |
| M. Braunöder      | 8        | 0       | 3           | 1          | 1            | 0            | 0            | 0            | 9        | 0      | 3           | 1          |
| J. Butez          | 19       | -20     | 0           | 0          | 0            | 0            | 0            | 0            | 19       | -20    | 0           | 0          |
| M. Caqueret       | 18       | 2       | 4           | 0          | 0            | 0            | 0            | 0            | 18       | 2      | 4           | 0          |
| A. Cerri          | 5        | 0       | 0           | 0          | 0            | 0            | 0            | 0            | 5        | 0      | 0           | 0          |
| P. Cutrone        | 33       | 7       | 1           | 0          | 1            | 1            | 0            | 0            | 34       | 8      | 1           | 0          |
| L. Da Cunha       | 36       | 3       | 4           | 0          | 1            | 0            | 1            | 0            | 37       | 3      | 5           | 0          |
| A. Diao           | 15       | 8       | 2           | 0          | 0            | 0            | 0            | 0            | 15       | 8      | 2           | 0          |
| A. Dossena        | 22       | 0       | 1           | 1          | 0            | 0            | 0            | 0            | 22       | 0      | 1           | 1          |
| A. Douvikas       | 13       | 2       | 1           | 0          | 0            | 0            | 0            | 0            | 13       | 2      | 1           | 0          |
| Y. Engelhardt     | 26       | 1       | 3           | 0          | 0            | 0            | 0            | 0            | 26       | 1      | 3           | 0          |
| A. Fadera         | 28       | 1       | 2           | 1          | 0            | 0            | 0            | 0            | 28       | 1      | 2           | 1          |
| A. Gabrielloni    | 15       | 1       | 1           | 0          | 1            | 0            | 0            | 0            | 16       | 1      | 1           | 0          |
| E. Goldaniga      | 32       | 1       | 12          | 1          | 1            | 0            | 0            | 0            | 33       | 1      | 12          | 1          |
| A. Iovine         | 10       | 0       | 2           | 0          | 1            | 0            | 2            | 1            | 11       | 0      | 4           | 1          |
| J. Ikoné          | 13       | 2       | 1           | 0          | 0            | 0            | 0            | 0            | 13       | 2      | 1           | 0          |
| M. Kempf          | 31       | 0       | 6           | 1          | 0            | 0            | 0            | 0            | 31       | 0      | 6           | 1          |
| B. Kone           | 4        | 0       | 1           | 0          | 0            | 0            | 0            | 0            | 4        | 0      | 1           | 0          |
| F. Jack           | 7        | 0       | 2           | 0          | 0            | 0            | 0            | 0            | 7        | 0      | 2           | 0          |
| L. Mazzitelli     | 11       | 1       | 1           | 0          | 1            | 0            | 0            | 0            | 12       | 1      | 1           | 0          |
| A. Moreno         | 24       | 0       | 4           | 0          | 1            | 0            | 0            | 0            | 25       | 0      | 4           | 0          |
| N. Paz            | 35       | 6       | 6           | 0          | 0            | 0            | 0            | 0            | 35       | 6      | 6           | 0          |
| M. Perrone        | 26       | 0       | 6           | 0          | 0            | 0            | 0            | 0            | 26       | 0      | 6           | 0          |
| P. Reina          | 12       | -14     | 0           | 1          | 1            | -1           | 0            | 0            | 13       | -15    | 0           | 1          |
| S. Roberto        | 13       | 0       | 4           | 0          | 0            | 0            | 0            | 0            | 13       | 0      | 4           | 0          |
| M. Sala           | 8        | 0       | 3           | 0          | 1            | 0            | 0            | 0            | 9        | 0      | 3           | 0          |
| G. Strefezza      | 37       | 6       | 5           | 0          | 1            | 0            | 0            | 0            | 38       | 6      | 5           | 0          |
| I. Smolčić        | 9        | 0       | 2           | 0          | 0            | 0            | 0            | 0            | 9        | 0      | 2           | 0          |
| Á. Valle          | 15       | 0       | 2           | 0          | 0            | 0            | 0            | 0            | 15       | 0      | 2           | 0          |
| I. Van der Brempt | 19       | 0       | 3           | 0          | 0            | 0            | 0            | 0            | 19       | 0      | 3           | 0          |
| R. Varane         | 0        | 0       | 0           | 0          | 1            | 0            | 0            | 0            | 1        | 0      | 0           | 0          |
| S. Verdi          | 9        | 0       | 1           | 0          | 1            | 0            | 1            | 0            | 10       | 0      | 2           | 0          |
| M. Vojvoda        | 11       | 1       | 2           | 0          | 0            | 0            | 0            | 0            | 11       | 1      | 2           | 0          |
| A. Jasim          | 2        | 0       | 0           | 0          | 0            | 0            | 0            | 0            | 2        | 0      | 0           | 0          |